# Фридрих фон Золмс-Рьоделхайм
Фридрих фон Золмс-Рьоделхайм-Асенхайм (на немски: Friedrich zu Solms-Rödelheim-Assenheim; * 30 ноември 1574 в Рьоделхайм; † 1649) е граф на Золмс в Рьоделхайм-Асенхайм. Той е императорски кемерер, военен съветник, 1608 г. полковник през Тридесетгодишната война, 1610 г. губернатор на град Дюрен в Херцогство Юлих, завладява градове, основава линията Золмс-Рьоделхайм.
Той е вторият син на граф Йохан Георг I фон Золмс-Лаубах (1547 – 1600) и съпругата му графиня Маргарета фон Шьонбург-Глаухау (1554 – 1606), вдовица на граф Вилхелм II фон Хонщайн-Фирраден (1500 – 1570), дъщеря на фрайхер Георг I фон Шьонбург-Глаухау (1529 – 1585) и Доротея Ройс-Грайц (1522 – 1572).
След смъртта на баща му териториите му са поделени през 1607 г. Брат е на Алберт Ото I (1576 – 1610), граф на Золмс-Лаубах, Хайнрих Вилхелм (1583 – 1631), граф на Золмс-Зоненвалде-Поух, и на Йохан Георг II (1591 – 1632), граф на Золмс-Барут и Вилденфелс.
Фридрих получава през 1607 г. Рьоделхайм (днес във Франкфурт-Рьоделхайм), 5/12-а част от Асенхайм (днес в Нидатал) и Петервайл (днес в Карбен) като графство Золмс-Рьоделхайм. Резиденцията му първо е в дворец Рьоделхайм, по-късно (до днес) фамилията живее в дворец Асенхайм. Той става офицер.
След смъртта на маркграф Йоахим Ернст фон Бранденбург-Ансбах († 1625), той помага на вдовицата му София фон Золмс-Лаубах, сестра му, в опекунството на сновете ѝ Фридрих и до пълнолетието през 1639 г. на Албрехт.

## Фамилия
Фридрих се жени на 28 октомври 1601 г. за Анна Мария фон Хоен-Геролдсек (* 28 октомври 1593 в Хоенгеролдсек; † 25 май 1649 в Базел), дъщеря на Якоб фон Хоенгеролдсек (1565 – 1634) и Барбара фон Раполтщайн (1566 – 1621). Бракът е бездетен.
Вдовицата му се омъжва втори път на 13 февруари 1644 г. в Базел за маркграф Фридрих V фон Баден-Дурлах (1594 – 1659).